# Copestylum panamense
Copestylum panamense är en tvåvingeart som först beskrevs av Charles Howard Curran 1930. Copestylum panamense ingår i släktet Copestylum och familjen blomflugor.
Artens utbredningsområde är Panama. Inga underarter finns listade i Catalogue of Life.